# Sipe Sipe
Sipe Sipe es una pequeña ciudad y municipio de Bolivia, ubicado en el Valle Bajo en el departamento de Cochabamba. Es el segundo municipio de la provincia de Quillacollo. Se encuentra situado a 27 kilómetros al suroeste de la capital del departamento, Cochabamba y a 2,5 km de la carretera que une Cochabamba y La Paz.
Sus principales actividades económicas son la agricultura y la ganadería. Destacan las ruinas de Inca Rakay.
Aquí falleció Jorge Wilstermann.

## Geografía
El municipio de Sipe Sipe se ubica en la parte sur de la provincia de Quillacollo, en el centro-oeste del departamento de Cochabamba. Limita al norte con el municipio de Vinto, al noreste con el municipio de Quillacollo, al este con el municipio de Cochabamba en la provincia de Cercado y con el municipio de Santiváñez en la provincia de Capinota, al sureste con el municipio de Villa Capinota en la misma provincia de Capinota, al sur con el municipio de Sicaya (provincia Capinota), al suroeste con el municipio de Arque en la provincia homónima, al oeste con el municipio de Tapacarí en la provincia homónima, y al noroeste con el municipio de Morochata en la provincia de Ayopaya.

## Demografía
De acuerdo con el censo boliviano de 2024, la población del municipio de Sipe Sipe es de 55 601 habitantes.
La población del municipio casi se triplicó entre 1992 y 2024:
| Año  | Habitantes (municipio) | Fuente |
| ---- | ---------------------- | ------ |
| 1992 | 19.132                 | Censo  |
| 2001 | 31.337                 | Censo  |
| 2012 | 41.537                 | Censo  |
| 2024 | 55.601                 | Censo  |

## Inca Rakay
Inca Rakay son las ruinas de una antigua fortaleza y centro administrativo Inca, construida entre 1460 y 1470. Estaba formada por 17 edificios y constituyen las ruinas Incaicas más cercanas a Cochabamba.